# 前原博之
前原 博之（まえはら ひろゆき、1967年5月16日 - ）は、岐阜県各務原市出身の元プロ野球選手（内野手）・コーチ。

## 経歴
県立岐阜商業高校を経て、1985年のドラフト会議で中日ドラゴンズから5位指名を受け入団。1988年にアメリカ1A・セーラム・ドジャースに野球留学した。1989年に一軍デビューを果たし、代打と守備固めを中心とした起用が増えていった。
県立岐阜商業の先輩・高木守道が監督に就任した1992年、中日の世代交代期だったこともあり、長打力と強肩を売りにサードのレギュラーポジションを獲得。特に前半戦の活躍は目覚ましく、オールスターゲームにも出場した。同年は意外性のあるバッティングを発揮したが、守備面では悪送球が目立つなど19失策を記録している。
1995年オフ、村田勝喜・山野和明との交換トレードで、清水雅治とともに西武ライオンズに移籍。
しかし、移籍先の西武では出場機会を減らし、2000年限りで戦力外通告を受け退団した。
2001年から、社会人野球の昭和コンクリートで2年間兼任コーチとしてプレーした後、現役を引退した。その後しばらくは、昭和コンクリート工業で社業に就いていたが、2007年に退社。
その後は、アルファポイントスポーツマネジメントと契約し、岐阜・大垣・一宮中日文化センターで少年野球教室講師を務めた。プロ野球マスターズリーグの名古屋80D'sersでもプレーした。
2009年5月、翌年度より発足する三重スリーアローズのコーチに就任することが発表された。2011年8月31日、一身上の都合により三重を退団した。
2012年からは中日二軍内野守備走塁コーチを務める。2013年、10月4日に球団から来季の契約を結ばない事が発表された。
2014年より球団少年野球担当配属になり中日ドラゴンズジュニアチームの監督を務める。2015年大会ではチームを7年ぶりの優勝に導いた。
中日在籍中に名古屋ローカルタレントの矢野きよ実と結婚し、一児をもうけたが、西武移籍後に離婚した。
2016年に岐阜県岐阜市に中日新聞社の販売店をオープンし、店主を務めている。

## 詳細情報

### 年度別打撃成績
| 年 度     | 球 団     | 試 合 | 打 席 | 打 数 | 得 点 | 安 打 | 二 塁 打 | 三 塁 打 | 本 塁 打 | 塁 打 | 打 点 | 盗 塁 | 盗 塁 死 | 犠 打 | 犠 飛 | 四 球 | 敬 遠 | 死 球 | 三 振 | 併 殺 打 | 打 率 | 出 塁 率 | 長 打 率 | O P S |
| --------- | --------- | ----- | ----- | ----- | ----- | ----- | -------- | -------- | -------- | ----- | ----- | ----- | -------- | ----- | ----- | ----- | ----- | ----- | ----- | -------- | ----- | -------- | -------- | ----- |
| 1989      | 中日      | 15    | 21    | 21    | 0     | 2     | 0        | 0        | 0        | 2     | 1     | 0     | 0        | 0     | 0     | 0     | 0     | 0     | 9     | 1        | .095  | .095     | .095     | .190  |
| 1990      | 中日      | 45    | 57    | 54    | 6     | 13    | 2        | 1        | 0        | 17    | 3     | 0     | 0        | 2     | 0     | 1     | 0     | 0     | 10    | 1        | .241  | .255     | .315     | .569  |
| 1991      | 中日      | 5     | 2     | 2     | 2     | 0     | 0        | 0        | 0        | 0     | 0     | 0     | 0        | 0     | 0     | 0     | 0     | 0     | 0     | 0        | .000  | .000     | .000     | .000  |
| 1992      | 中日      | 112   | 379   | 335   | 37    | 90    | 21       | 2        | 9        | 142   | 32    | 3     | 3        | 6     | 0     | 34    | 3     | 4     | 94    | 11       | .269  | .343     | .424     | .767  |
| 1993      | 中日      | 80    | 194   | 172   | 19    | 42    | 9        | 2        | 5        | 70    | 19    | 0     | 1        | 7     | 1     | 14    | 0     | 0     | 39    | 4        | .244  | .299     | .407     | .706  |
| 1994      | 中日      | 100   | 255   | 228   | 22    | 47    | 7        | 2        | 4        | 70    | 26    | 1     | 1        | 9     | 0     | 17    | 1     | 1     | 54    | 4        | .206  | .264     | .307     | .571  |
| 1995      | 中日      | 69    | 128   | 112   | 13    | 26    | 4        | 0        | 3        | 39    | 9     | 1     | 0        | 8     | 0     | 7     | 0     | 1     | 24    | 4        | .232  | .283     | .348     | .632  |
| 1996      | 西武      | 7     | 2     | 2     | 0     | 0     | 0        | 0        | 0        | 0     | 0     | 0     | 0        | 0     | 0     | 0     | 0     | 0     | 1     | 0        | .000  | .000     | .000     | .000  |
| 1999      | 西武      | 5     | 12    | 11    | 1     | 2     | 0        | 0        | 0        | 2     | 0     | 0     | 0        | 1     | 0     | 0     | 0     | 0     | 2     | 1        | .182  | .182     | .182     | .364  |
| 通算：9年 | 通算：9年 | 438   | 1050  | 937   | 100   | 222   | 43       | 7        | 21       | 342   | 90    | 5     | 5        | 33    | 1     | 73    | 4     | 6     | 233   | 26       | .237  | .296     | .365     | .661  |

### 記録
- 初出場・初先発出場：1989年5月9日、対広島東洋カープ3回戦（ナゴヤ球場）、7番・三塁手
- 初安打：1989年5月13日、対横浜大洋ホエールズ6回戦（横浜スタジアム）、新浦壽夫より
- 初打点：1989年9月20日、対読売ジャイアンツ25回戦（ナゴヤ球場）、9回裏に広田浩章から適時打
- 初本塁打：1992年4月5日、対横浜大洋ホエールズ2回戦（ナゴヤ球場）、2回裏に岡本透から2ラン
- オールスターゲーム出場：1回 （1992年）

### 背番号
- 56 （1986年 - 1994年、2011年）
- 9 （1995年）
- 39 （1996年 - 1997年）
- 59 （1998年 - 2000年）
- 85 （2012年 - 2013年）